# Рожиськ
Рожи́ськ — село в Україні, у Підволочиській селищній громаді Тернопільського району Тернопільської області. Розташоване на річці Збруч, на сході району. До 2015 адміністративний центр сільської ради. Населення — 332 особи (2007).
Від вересня 2015 року ввійшло у склад Підволочиської селищної громади.

## Історія
Поблизу села виявлено археологічні пам'ятки трипільської, черняхівської і давньоруської культур. Поселення трипільської культури поблизу села виявлене у 1920-х роках. Підйомний матеріал (уламки кераміки) зберігається у Львівському історичному музеї.
Перша писемна згадка — 1470 року як Рожище.
Діяли товариства «Просвіта», «Січ», «Сільський господар», «Союз українок», кооператива.
12 червня 2020 року, відповідно до розпорядження Кабінету Міністрів України  № 724-р «Про визначення адміністративних центрів та затвердження територій територіальних громад Тернопільської області», увійшло до складу Підволочиської селищної громади.
19 липня 2020 року, в результаті адміністративно-територіальної реформи та ліквідації Підволочиського району, село увійшло до складу новоствореного Тернопільського району.

## Релігія

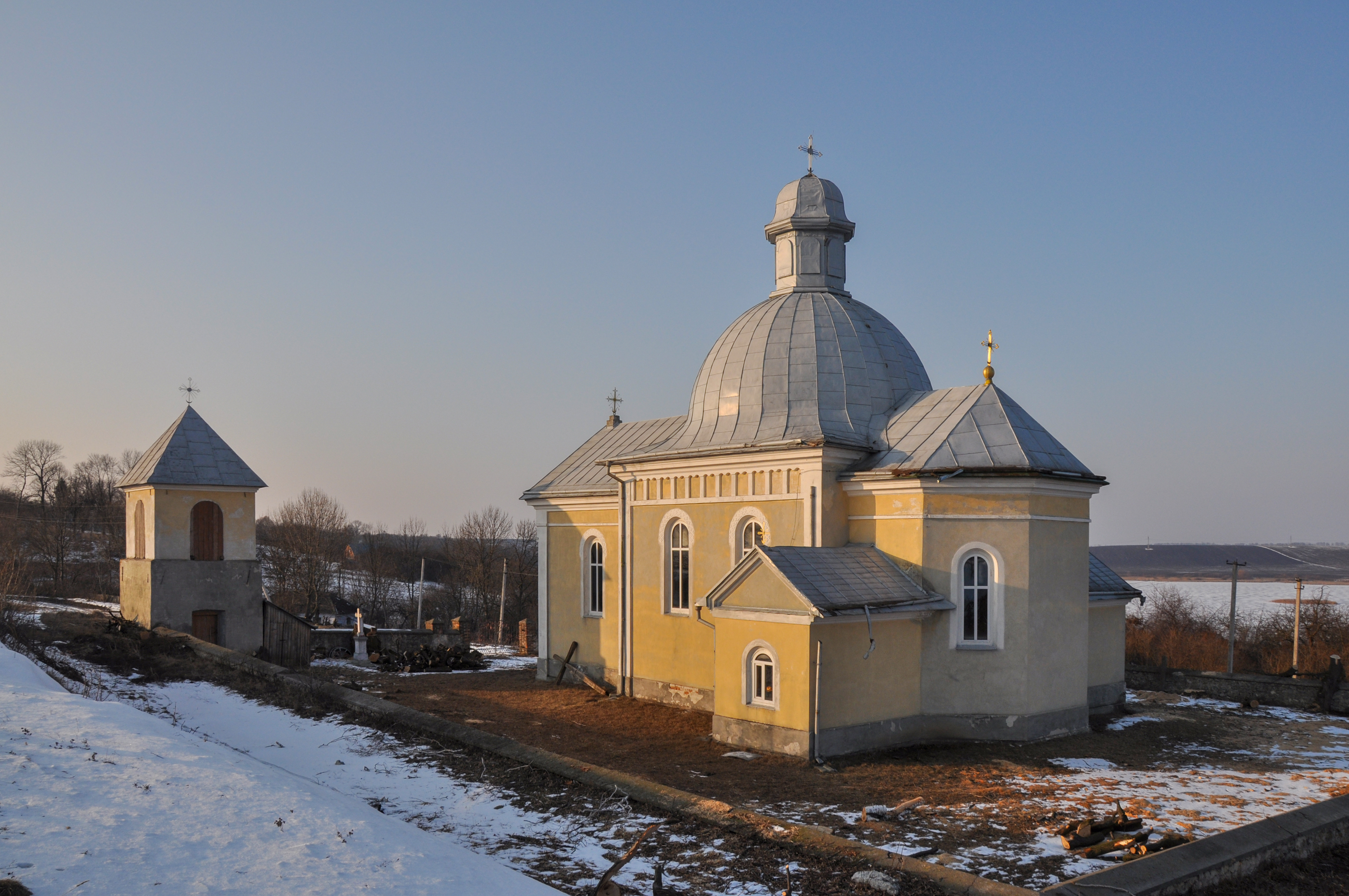
Церква святого Михаїла

- церква святого архістратига Михаїла  (1888, мурована, УГКЦ)[5],
- капличка (2000).

## Пам'ятки
- Насипано символічну могилу УСС та Борцям за волю України (1990), встановлено пам'ятний хрест на честь скасування панщини.
- Ботанічна пам'ятка природи місцевого значення Рожиська липа.

## Соціальна сфера
Працюють загальноосвітня школа І-ІІ ступенів, клуб, бібліотека, ФАП, ТОВ «Воля», торговельний заклад.

## Відомі люди

### Народилися
- Мокрій Іван (1898 — ? після середини 1950-х)) — український військовик, сотник УГА. Закінчив Тернопільську українську гімназію. 1918 року пройшов вишкіл УГА у Коломиї. Офіцер штабу Мирона Тарнавського, сотник УГА, з якою пройшов весь бойовий шлях, повернувся живим. За Польщі був керівником сільського осередку Українського союзу кооперативи. 1944 року вивезений більшовиками на Донбас, але звідти зумів повернутися додому живим.
- Казімеж Ґрохольський — польський політик, міністр у справах Галичини[6].

## Галерея

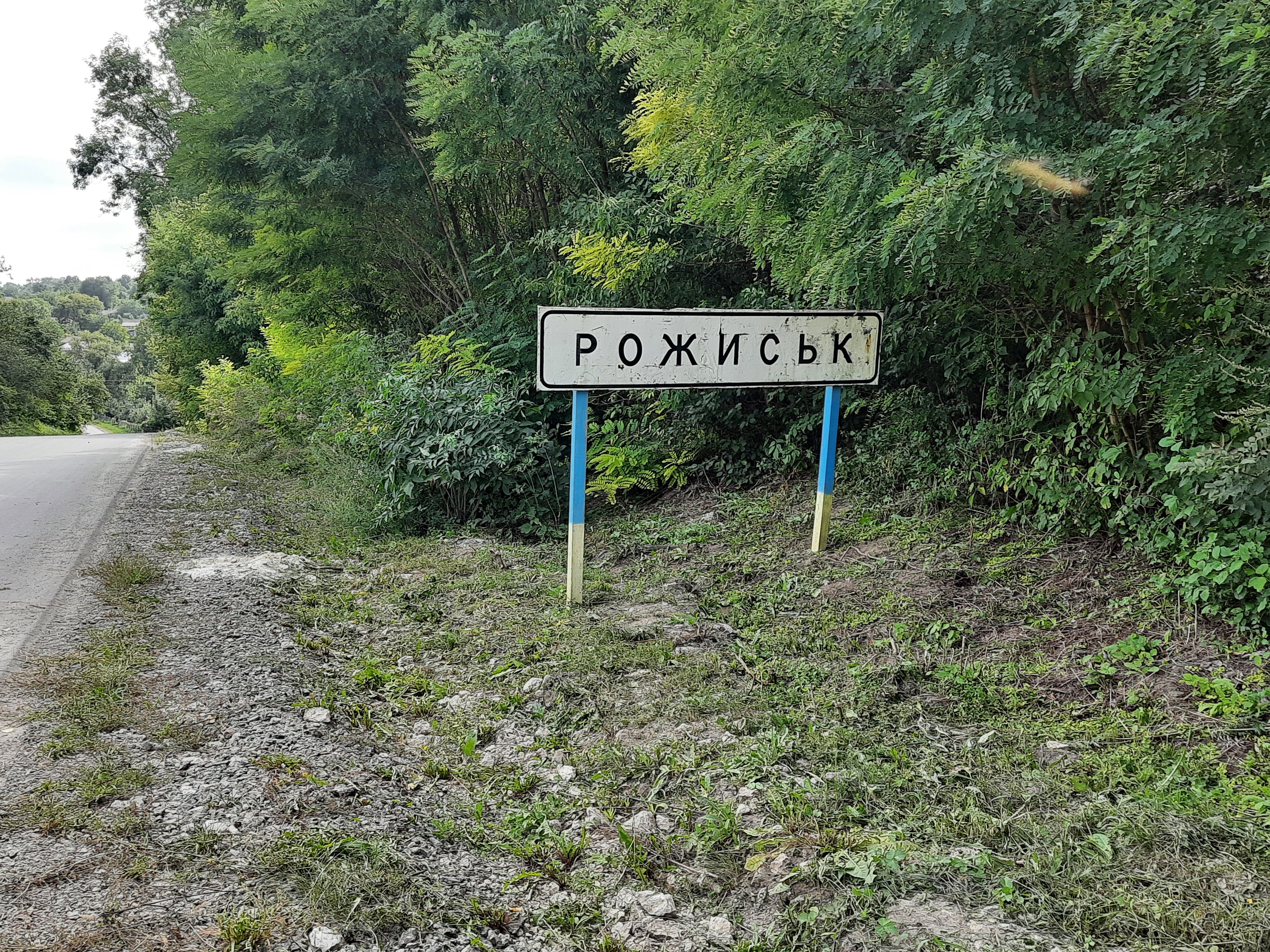
В'їзд у село
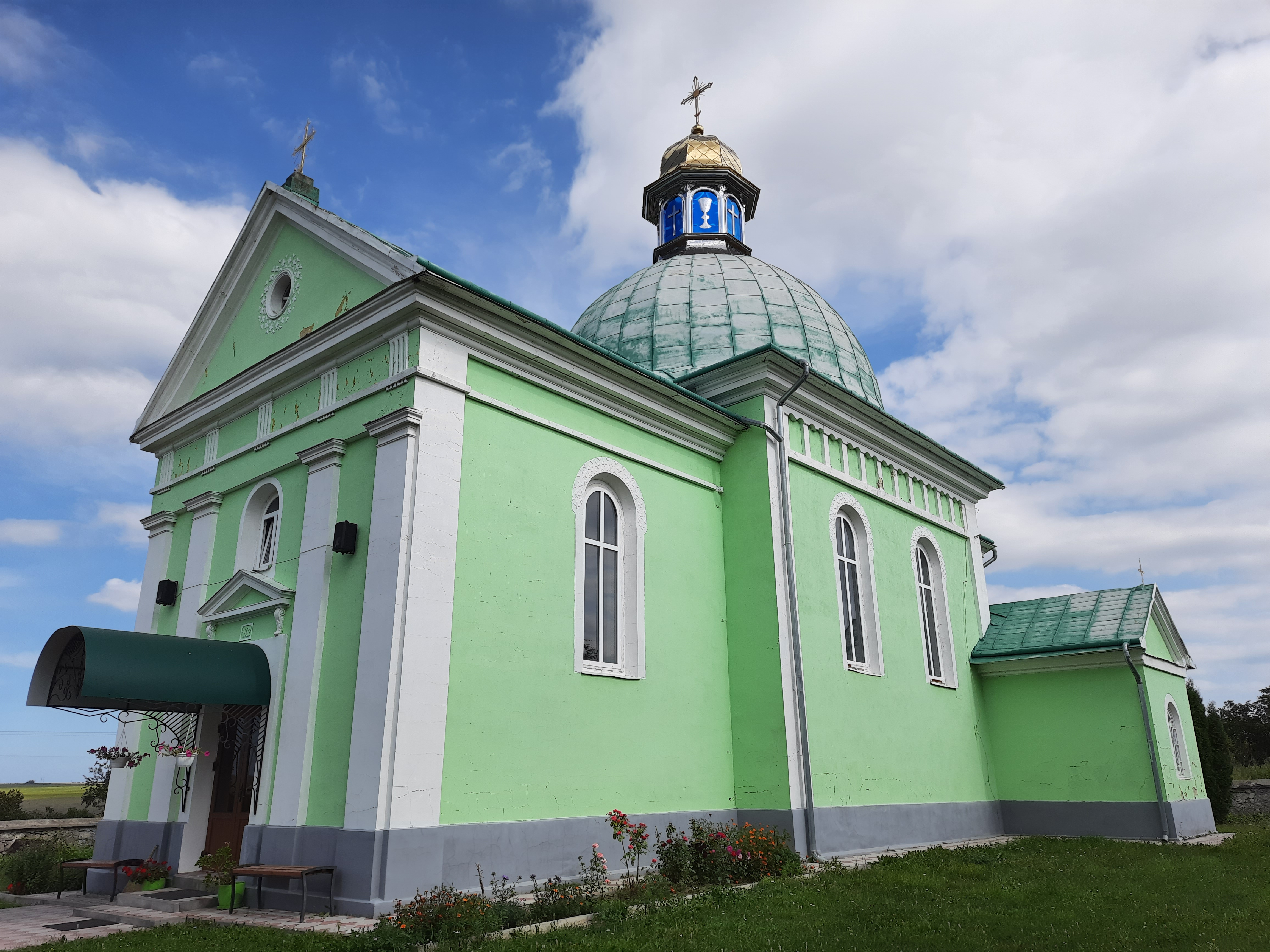
Церква Святого Михаїла
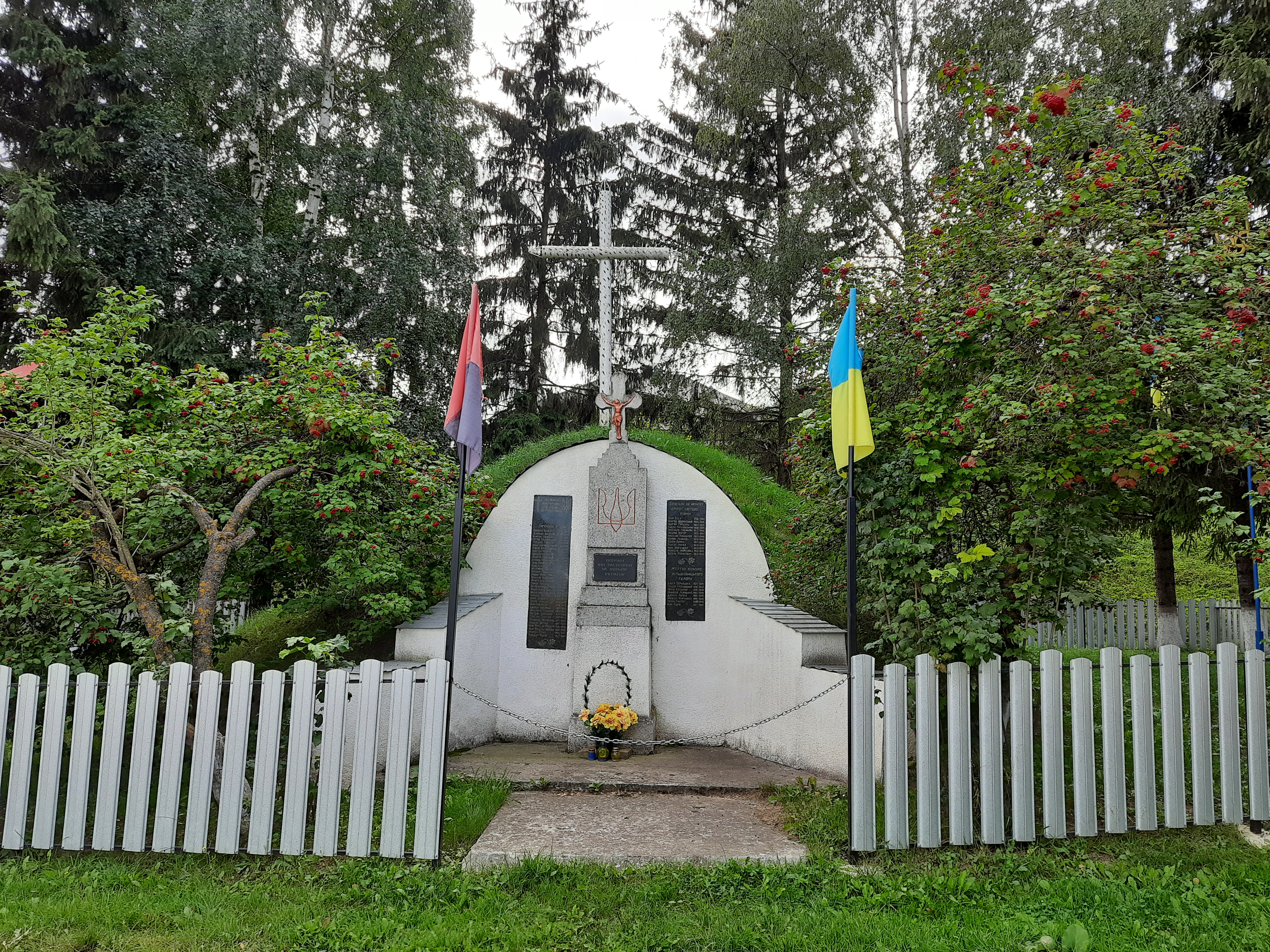
Символічна могила  Борцям за волю України (1990)
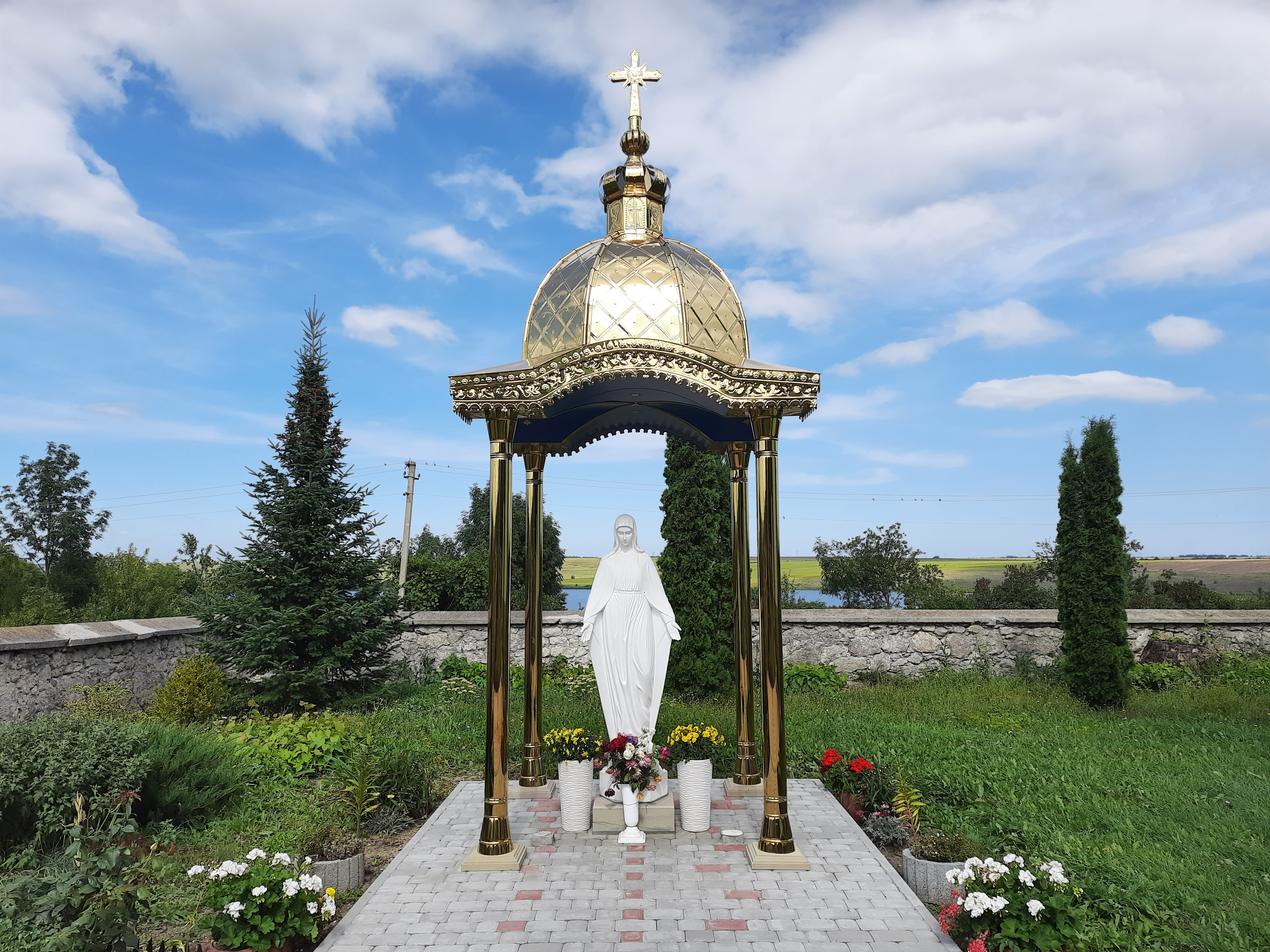
Статуя Божої Матері